# Hans Ossenbach
Hans Ossenbach (* 11. August 1874; † 2. Oktober 1945) war ein deutscher Schriftsteller und Dichter.

## Biografie

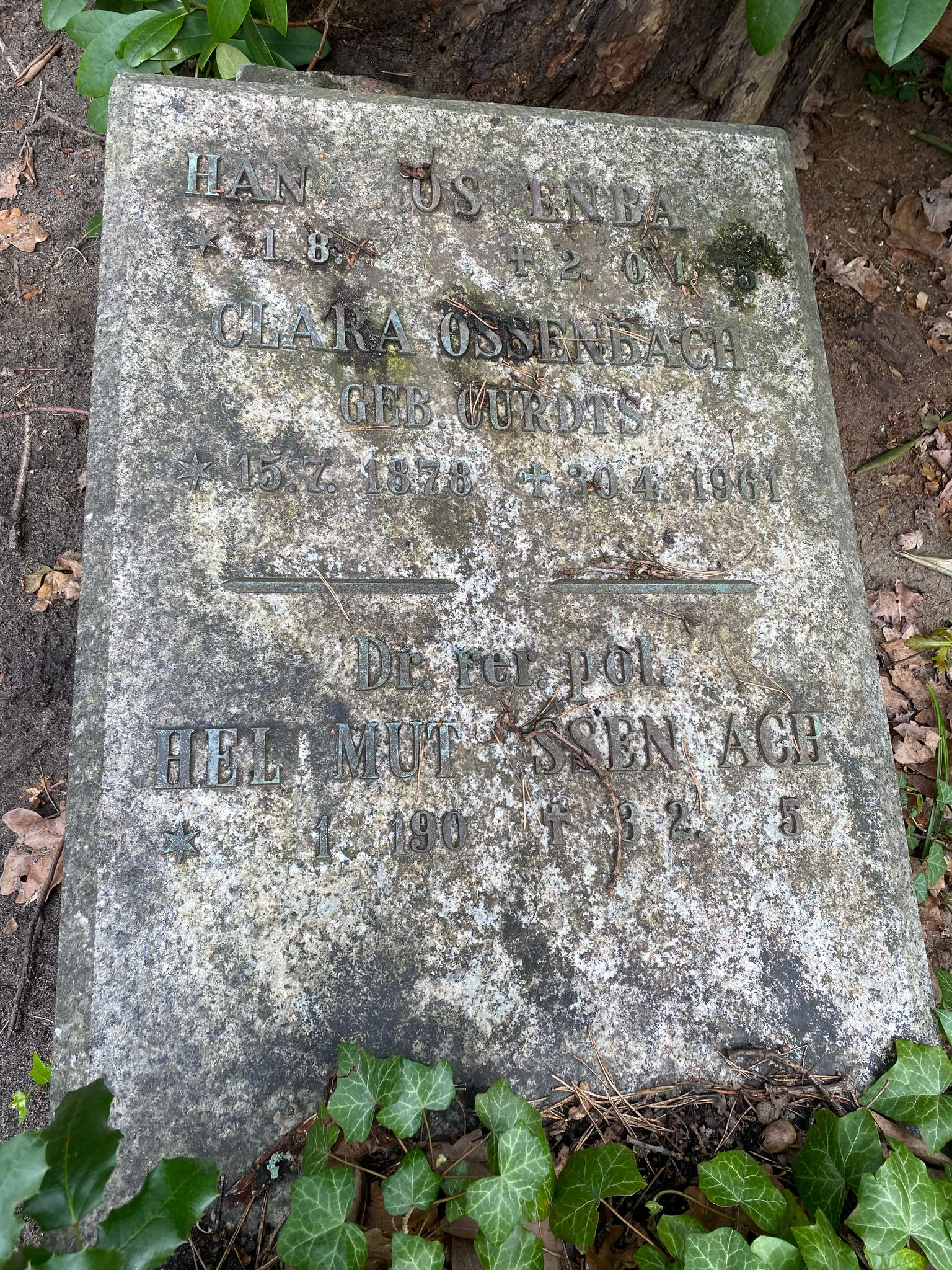
Grabstätte auf dem Friedhof Heerstraße

Ossenbachs publizistische Tätigkeit begann im Jahre 1920. Neben seiner Tätigkeit als Journalist erschienen im Berliner Wegweiser-Verlag vier Bände von ihm. Nach dem Drama Dreiklang: aus dem hohen Lied der Lebensunvergänglichkeit veröffentlichte er im Jahre 1923 den Gedichtband Weltenmär, ferner 1925 den Band Wanderer im Ungewussten und abschließend 1927 ein Buch mit Aphorismen unter dem Titel Jenseits der Einsamkeit. Darüber hinaus wirkte er als Leiter des Volksverbandes der Bücherfreunde in Berlin.
Ossenbach verstarb im Oktober 1945 im Alter von 71 Jahren. Seine mittlerweile verwaiste Grabstätte befindet sich auf dem Berliner Friedhof Heerstraße.

## Schriften (Auswahl)

### Einzelbände
- „Dreiklang: aus dem hohen Lied der Lebensunvergänglichkeit“, (Drama), Wegweiser-Verlag, Berlin, 1920
- „Weltenmär“, (Gedichte), Wegweiser-Verlag, Berlin, 1923
- „Wanderer im Ungewussten“, (?), Wegweiser-Verlag, Berlin, 1925
- „Jenseits der Einsamkeit: Aphorismen“, (Aphorismen), Wegweiser-Verlag, Berlin, 1927